# 1761
1761 (MDCCLXI) fue un año común comenzado en jueves según el calendario gregoriano.

## Acontecimientos
- 31 de marzo: En Lisboa (Portugal), se registra un terremoto de 8.5, que se siente en varias partes de Europa y provoca un tsunami.
- 6 de junio: El primer tránsito de Venus desde Edmond Halley indica que sus observaciones podrían determinar la distancia de la Tierra al Sol. Joseph-Nicolas Delisle establece 62 puntos de observación. Participan Nathaniel Bliss en el Observatorio Real de Greenwich, Joseph Lalande en París, Tobias Mayer en Gotinga, César Cassini en Viena, Nevil Maskelyne en Santa Helena, Jeremiah Dixon y Charles Mason en Sudáfrica, John Winthrop en Terranova, Alexandre Pingré en Rodrigues y Jean-Baptiste Chappe d'Auteroche en Siberia. Por diversos motivos los datos obtenidos son insatisfactorios y se planea observar el próximo tránsito en 1769.
- 15 de agosto: España y Francia firman el tercer pacto de familia.
- 14 de octubre: en Worcestershire (Inglaterra), un tornado arrasa la localidad de Malvern.[1]
- Manuel Espinosa redacta el Libro de ordenanza de los toques militares de la infantería española.
- El francés Claude Bourgelat (1712-1779) funda en Lyon la primera escuela de veterinaria del mundo. En 1765 fundará la de Alfort, cerca de París.[2]

## Nacimientos
- 1761: Francis Wilford, capitán y oficial de las Indias Orientales. (f. 1822).[3]
- 8 de marzo: Jan Potocki, novelista polaco (f. 1815).
- 20 de agosto: José, Príncipe de Brasil, heredero de la Corona portuguesa (f. 1788).
- 20 de septiembre: René-Pierre Choudieu, político revolucionario francés (f. 1838).
- 13 de noviembre: John Moore, militar británico.
- 21 de noviembre: Dorotea Jordan, actriz irlandesa, amante del rey Guillermo IV (n. 1816).

## Fallecimientos
- 4 de enero: Stephen Hales, fisiólogo británico (n. 1677).
- 14 de diciembre: Jacinto Canek, líder maya (n. 1730).